# 箱ミネコ
箱 ミネコ（はこ みねこ）は日本の漫画家のペンネーム。性別は女性。生年月日、本名、旧ペンネームは非公開。

## 人物
代々、巫女を輩出する家系の末裔。オカルト研究家の山口敏太郎と交流を持つ。大槻ケンヂとは同級生で、筋肉少女帯の初ライブのチケットを買わされたという。
福岡県北九州市で生まれる。父親が報道関係のために転勤が多く、関東と九州で育つ。生誕時の家族構成は両親と兄の4人家族だったが、母親は2005年に死去している。なお、両親ともに九州の出身である。
父方の祖父は画家であり、彼から続く芸術系家庭に育ち、5歳にして漫画家を志す。仏教系の女子高に進み、その後はデザイン学校に通う。就職後は、本業と並行して漫画家のアシスタントも行っていた。塀内夏子のアシスタント経験もある。
結婚・育児で一時、漫画執筆を休止していたが、モラルハラスメントによる自身の離婚体験を綴ったブログこんな男要らねぇ！！箱ミネコの離婚日記（暴走）が人気ランキングで上位となり、元々漫画家であったため、ペンネームをハンドルネームに改名してギャグ漫画「離婚日記」で再デビューを果たす。夫とは離婚し、息子と2人暮らしである。
元のペンネームは非公開だが、「参考書や学習漫画中心だった穏やかな作風」との記述あり。
生年月日は非公開だが、著書での記述から昭和40年（1965年）～42年（67年）ころの誕生と窺える。ただし、矛盾する年代も記載されている。
- 「40手前の滑り込み高齢出産」[18]（40は40歳の略）。出産は2006年の前半と思われる[19]。
- 昭和50年代後半、高校卒業後にデザイン学校に進む[20]。昭和60年、就職[21]。
- 昭和40年代初め、（同級生が）生まれたばかり[22]。
- 昭和40年代半ば、幼稚園児[23]。

上記の通り、著者の幼少時には父方・母方とも祖父母は健在だったが、父方の祖父が昭和50年代後半に亡くなる。母方の祖父が死亡（時期不明）、そして母方の祖母が「昭和最後の年末」に亡くなるが、3人とも死、あるいは死後に関してオカルト的な体験を著者に与えており、作品となっている。
- 父方の祖父 - 死の連絡を著者が電話で伯父から受け取っている最中、「無線も使えない（電話があるはずもない）未開のジャングル」に取材に出かけていた父から電話（キャッチホン）が入り、死の状態を詳細に伝えている（『引き寄せたくないのにスピ体験がとまりません』「ジャングルからの電話」86-91頁）。
- 母方の祖父 - 死後（おそらく彼の妻の死後）、電話加入権が著者に与えられるが（平成元年2月）、名義変更を行うも、定期的に祖父の名義に変わってしまう（『トラウマレベルのホラー体験がとまりません』「祖父の命日の恒例行事」37-42頁）。
- 母方の祖母 - 著者に冥界から何度か通信を行う。最たるものは著者の父の胃がんの発見（『引き寄せたくないのにスピ体験がとまりません』「おばあちゃんとの夢交信」51-56）。

父方の祖母については不明。

## 主な作品

### 読み切り
- 離婚日記（『本当にあった愉快な話 衝撃のスキャンダル』竹書房、2006年）
- 離婚日記2（『本当にあったゆかいな話 衝撃のスキャンダル』竹書房、2006年）
- 離婚日記3（『本当にあったゆかいな話 衝撃のスキャンダル』竹書房、2007年）

### 連載
- こんな死に方はゴメンだ！（『本当にあった衝撃スクープ ズギュン』竹書房） - 死や病気、ケガを題材に4コマ漫画（ギャグ漫画）に仕上げたもの（8コマの場合もある）。いわゆる取材（史実、事実）をメインとしているが、投稿された内容や自身の体験を基にしたものも含まれる。
- 昭和トラウマ世代（『本当にあったゆかいな話』竹書房） - 自身のオカルト体験を基にしたもの。友人の体験談なども含まれる。

### 単行本
- 『こんなオトコ要らねぇ!! 箱ミネコの「モラハラ」リコン日記』（マガジンランド、2008年） - 本作のみ漫画ではなく、いわゆる活字本である。なお表紙や本文中のイラストも本人が担当している。

『こんな死に方はゴメンだ！』シリーズ
1. 『こんな死に方はゴメンだ！』（竹書房、2014年）
2. 『こんな死に方はゴメンだ！　恐怖の奇病からトンデモ事故死まで』（竹書房、2015年）
3. 『死ねるんDEATH』（竹書房、2019年）[24]
4. 『死に方を集めていたら命拾いしました』（竹書房、2020年）[25]

『昭和トラウマ世代』シリーズ
1. 『幼い頃から怪奇体験がとまりません』（竹書房、2016年）[26]
2. 『トラウマレベルのホラー体験がとまりません』（竹書房、2020年）
3. 『引き寄せたくないのにスピ体験がとまりません』（竹書房、2021年）